# André Maillart
Pour les articles homonymes, voir Maillart.
Diomède-André Maillart, dit André Maillart ou D. A. Maillart, né le 7 septembre 1886 à Paris et mort en septembre 1951 à Nice, est un dessinateur, graveur, et illustrateur français. Il est le neveu de Diogène Maillart.

## Biographie

### Parenté
Le père de Diomède André, Diomède Alcide Philopémon Maillart était avec son frère Diogène aux Beaux-arts, où on les surnommait les jeunes grecs. Il s’orienta vers les Lettres dont leur père Simon Pierre Maillart était féru. Instituteur (1868), puis employé au Ministère de l'Intérieur (1880), poète sous le nom Diomède d’Elkeuchy, il se maria avec Antoinette Cécile Azémia Dufour professeur de musique ; le couple eut une fille. Et il se remaria avec Lucile Jenny Boulanger ; le couple eut cinq enfants, André était le quatrième.

### Formation
Comme son frère ainé René Alcide, André entra dans l’atelier du peintre Jean-Léon Gérôme pour le dessin à l’École des beaux-arts de Paris. En 1904, le peintre Gabriel Ferrier succède à Jean-Léon Gérôme, André Maillart l’eut donc aussi pour maitre tout en faisant partie de l’atelier de gravure en taille-douce à l’eau-forte, sur bois et en lithographie, dirigé par le graveur aquafortiste Charles Albert Waltner, fils de Charles Jules Waltner.
Quand, étudiant, il n’était pas rue Bonaparte, André Maillart se formait à Montparnasse, au cours que donnait dans son atelier son oncle Diogène qui avait une quarantaine d’élèves. André apprenait aussi beaucoup dans le 16ème auprès de son autre oncle Norbert Maillart,,.

### Premier grand prix de Rome, gravure

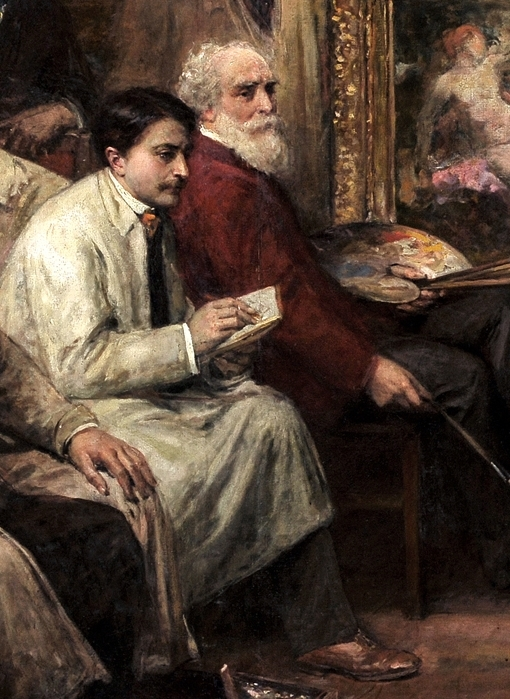
André dessinant aux côtés de son oncle Diogène auto-portraituré. Détail de Scène d'atelier.1912.

C’est par une académie, un nu dessiné d’après modèle vivant, gravée au burin qu’André remporta le 1er grand prix de Rome en gravure. Le journaliste Charles Dauzats récapitula sa jeune carrière dans Le Figaro du 26 juillet 1912.
« Simon Pierre [Maillart] n'était plus là pour apprendre un autre succès [son dernier fils, Norbert Auguste avait en 1881 remporté un grand prix de Rome d’Architecture] : celui de son petit-fils Diomède André qui lui aussi était reçu au Grand Prix de Rome dans le domaine de la gravure en taille-douce. Quelle fierté pour le père du jeune homme, Diomède [Philopémon], qui lui-même avait tenté, sans beaucoup de succès, de se faire un nom dans le domaine des lettres ! », écrit Catherine Thieblin,

### Directeur de l'École nationale d'art décoratif de Nice
André Maillart quitta Paris en octobre 1934, attiré à Nice par un ami architecte François Aragon pour prendre la direction de l'École des Arts décoratifs. Succédant aux vingt années de Paul Audra à ce poste ; Maillart se voit également confié les cours de dessin et de peinture pour décorateurs et sculpteurs. Il participe activement à la rénovation de l’école dans la villa Arson en étroite collaboration avec l’architecte Aragon. Une lettre datant du 3 janvier 1939, témoigne de la grande attention qu’ils ont accordée à ces travaux notamment pour la décoration de la nouvelle façade. Au cours de L’inauguration de l’École rénovée et agrandie en 1938-39, le 9 juillet 1939 sous la présidence de Georges Huismann, Directeur Général des Beaux-Arts, il est rappelé que M. Maillard « se félicite des brillants résultats obtenus par les élèves, non seulement dans les compétitions mais au point de vue de leur formation artistique » et le Directeur Général des Beaux-Arts, M. Georges Huisman, représentant le Ministre, à cette occasion, d’ajouter : « heureux d’applaudir aux brillants résultats obtenus par les élèves » et il leur demande de rechercher un idéal derrière leurs succès scolaires. Mais dit en substance, cette école marche si bien, obtient de si brillants résultats qu’elle n'a besoin d’aucun encouragement officiel.

### Vie familiale
Marié à Paris le 11 août 1924, à 37 ans, avec Jeanne Lucie Bourq née à Reims (Marne) le 4 janvier 1879. Ils eurent un fils, Jean.
André ayant besoin d’aide, son ami Marcel Bodard, professeur à l’École Duperré lui envoya en 1928 une de ses jeunes élèves en gravure sur bois en qui il avait remarqué une grande patience. Suzanne Rafine,19 ans. Elle a passé un an chez Maillart à apprendre avant de l'aider. André Maillart lui a inculqué sa science du travail, sa technique. Elle l’accompagnait au Maroc dans les années 1930 lorsqu’il dut honorer un contrat pour la réalisation de billets pour la Banque de France au Maroc alors protectorat : le billet de 5000 francs-50 dirhams et le billet de 10 000 francs-100 dirhams dont le recto représentait le port de Casablanca a été assuré par André Maillart
et le verso par elle. 
Suzanne a rejoint les Maillart à Nice en 1937, elle avait 26 ans. En 1938, en tant qu’élève d’A. Maillart tout en faisant partie de l’atelier Penat aux Beaux-Arts de Paris, Le 5 juillet, élève également chez Le Riche elle a obtenu le Deuxième second Prix de Rome en gravure en taille douce,,. André n’eut pas d’autre collaborateur que Suzanne. Reflétant son maître jusqu’au bout, elle-même a été professeur de gravure pendant 30 ans à cette même école des Arts décoratifs de Nice, .

## Œuvre
L’art de la gravure peut se réaliser dans trois contextes : soit en suivant scrupuleusement un dessin ou un tableau réalisé par un autre artiste, pour par exemple illustrer des livres ou diffuser l’œuvre originale à travers les estampes imprimées en grand nombre — on parle de gravure de reproduction — ; soit au contraire, l'auteur de la gravure est aussi l'auteur du motif original — on parle de gravure ou d'estampe originale — ; soit l'artiste s'inspire d'une autre œuvre en traduisant le motif original tout en le réinterprétant à sa manière — on parle de gravure ou d'estampe d'interprétation.
André Maillart est entre autres l'auteur des œuvres suivantes :
- La copie du Concert champêtre , (traditionnellement attribué à Giorgione, Le Concert champêtre est considéré à présent comme une œuvre de jeunesse de Titien). La mention qu’il remporta au concours de Composition de l'École en 1911 lui valut en 1912, un premier achat par l'État[24].

- L’Annonce de l’ange faite aux bergers, eau-forte originale (scène fantastique), délicate pointe sèche sur papier Japon [25]. À partir du 1911, Maillart exposa au Salon des Artistes français où, dès la première année, cette Société lui décerna pour cette gravure le prix Belin-Dollet[26].

- Portrait de M. de Vèze d’après Ingres, eau-forte au salon 1912, « Mention honorable ». Le journaliste parisien Raymond Bouyer écrivit au sujet de cette gravure dans la Revue d’art ancien et moderne ces termes : « en simili de crayons », manière ingénieuse de Gilles Demarteau que l'austère Calamatta ne dédaignait point quand sa ferveur reproduisait d'après Ingres les traits d'Ingres lui-même ou de Paganini» [27].

- Portrait de Siméon Foucault au crayon, 32,5/28,5 cm, exécuté à la Villa Médicis Rome en 1913. Quand André Maillart dessine, c’est à la manière d’une gravure (mine de plomb très taillée, traits et hachures en grand nombre) [28].
- Pérugin d'après Raphaël, burin, Salon 1920.
- La Fuite en Égypte, eau-forte originale sur feuille de vélin (36/43 cm) publiée en 1923 par l'Association française des artistes graveurs au burin[i] D’un possesseur de l’œuvre, Jean-Dominique Delaveau, ces lignes : « Dans l'esprit des meilleurs artistes orientalistes, cette fine gravure, par la légèreté et la paix qui s'en dégagent, renouvelle le thème classique de la Fuite en Égypte, souvent traité de manière bien plus mélodramatique. ».

- Au Soleil grande estampe originale 1923 [j].
- Bord de l'Oise d’après Daubigny, gravure d’interprétation à l’eau-forte 10/17 cm [k].
- Scène d’un couple sur un lit, (Ange entrainant une jeune fille nue hors du lit d’un vieil homme couché qui tend les bras). Composition originale aux trois crayons sur papier sombre 25/23 cm, 1929 [l].
- Ciel d’orage huile sur carton 26,5/35 cm. Vers 1930.
- La Panthère noire ; Aigle ; Grands Ducs ; Jaguar de face – Jaguar couché, Tigre au repos ; Aigle enserrant un lièvre ; L'Aigle à l'aile cassée[29]. Maillart était un des graveurs du maître de l'art animalier du XXe siècle, Paul Jouve, les publications de leur collaboration, de 1920 aux années 1930, se vendent aujourd’hui en ventes publiques pour les collectionneurs, bibliophiles, amateurs d’art...
- Reliquiæ : dessiné et gravé au burin, le portrait de Marguerite née Pompée, épouse d’Horace Finaly en frontispice du recueil d’écrits qu’elle avait laissés et qu’il publia après qu’elle décéda [m], [n],[o].

André Maillart a également dessiné et gravé au burin pour M. Finaly une allégorie du souvenir par une pleureuse grecque assise la tête penchée vers ses mains qui tiennent la flamme de l’amour, médaillon en marbre exécuté par Marcel Dammann pour la sépulture de 24 m2 qu’il lui fit édifier au Père Lachaise à Paris 
- Candide ou l'optimiste, de Voltaire, Maillart exécutait les commandes de l'éditeur illustrateur Sylvain Sauvage (le peintre Félix Roy était son vrai nom). Illustré de gravures rehaussées de couleur à l’aquarelle par S. Sauvage. 2 hors-textes, 52 in-textes et 110 lettrines historiées en rouge et noir, gravées sur cuivre par A. Maillart, imprimées en couleurs par Paul Haasen, 1928 [p].

- Contes antiques, de Pierre Louÿs, 31 compositions de Sylvain Sauvage, gravées sur cuivre in-4 en feuilles en couleurs au repérage, 1929, sorties de l'atelier Paul Haasen. Sous chemise et étui. Tirage à 237 exemplaires dont 185 sur vélin de Montval [31].

- Dix Légendes (10 légendes en marge du livre ) par Samuel Silvestre de Sacy, ouvrage illustré par Jean Bruller de 11 eaux fortes originales en couleurs et hors texte dont 1 frontispice, 10 lettrines et 10 culs-de-lampe originaux, 1930 [32].
- Orphée de Jean Dupas ou Jeune Amazone à la lyre, 1930[31].
- Les Liaisons dangereuses, Pierre Choderlos de Laclos avec des figures de Sylvain Sauvage, 50 compositions en couleurs, gravées sur cuivre, format grand in-4° (34/26). N. Edition tirée à 165 exemplaires, en outre 10 hors-commerce [33].
- L'Enlèvement d'Europe d’après Jean Dupas. En planche unique inspirée d’une œuvre picturale contemporaine et interprétée. 200 tirages. 55/71 cm (vente de l'ex N°3 par Horta à Bruxelles le 15 juin 2009, lot 212) Eau-forte et aquatinte sur Rives avec légers rehauts de rouge 71,4/89,3 cm. (28 1/8/ 35 1/8 in.)
- Aventures de deux captifs françois dans le Royaume de Fez et de Maroc, Germain Moüette (1651-1691). Les 53 pages in-4° en feuilles, chemise et étui. Dessins en couleur de Camille Paul Josso, gravées sur cuivre et au repérage, 15 eaux-fortes. Fabriqué spécialement pour la Société des Bibliophiles du Maroc et filigrané à son nom. Tirage limité à 150 exemplaires sur vélin blanc. Paris, 1934.
- Le Cheval libre, gravure d’interprétation au plomb [34]. « Au Salon des Artistes français 1932, Robert Poughéon exposa une gravure d’André Maillart d’après un de ses dessins : une grande arabesque féminine, qualifiée parfois de Nu dansant, qu’il avait imaginée vers 1923 pour l’une des figures du couple central des Amazones aux pies. » Gravure d’interprétation. (Cimaise 3) page 10 « Des Amazones [aux pies] au cheval libre » [35].
- Héraclès archer d'après la sculpture Bourdelle, pointe sèche sur papier 81/82 cm, 1935.

### Achats de l'État
- Le Martyre de Saint Sébastien[36].
- Héraclès archer d’après la sculpture de Bourdelle[37].

## Récompenses et prix
- Chevalier de la Légion d'honneur au titre militaire 74.064, 16 juin 1920 avec quatre citations, Croix de guerre[38].

- Premier grand Prix de Rome en gravure douce, 1912[39],

- Médaille de bronze Salon des Artistes Français, 1920[8],
- Médaille d'or Salon des Artistes Français, 1923[26].

## Citation
« Des illustrations de M. Jean Bruller, interprétées au burin par M. Maillart, sont savoureuses, voluptueuses, spirituelles, M. Bruller est plein de verve, il compose à merveille des dessins compliqués et qui pourraient être touffus, mais l’air et la vie y circulent et, dans les plus sombres planches, une lumière charmante qui allège, aère, simplifie. Du point de vue technique, ce lieu est d’un équilibre remarquable. Il est le produit de longs mois d’années d’efforts patients, d’une amoureuse sollicitude. - Allez, bibliophiles, mes frères, rue de Villejust, chez MM. Creuzevault. Mais je vous en avertis, vous y resterez des heures durant devant des trésors. Il sera prudent de ne pas prendre d’autres rendez-vous dans la journée. » »

— Robert Burnand, .